# امیلیو سانچز (بازیکن فوتبال)
امیلیو سانچز (انگلیسی: Emilio Sánchez؛ زادهٔ ۳۰ آوریل ۱۹۸۵) بازیکن فوتبال اهل اسپانیا است.
از باشگاه‌هایی که در آن بازی کرده‌است می‌توان به باشگاه فوتبال دپورتیوو آلاوس، باشگاه فوتبال میراندس، باشگاه فوتبال رکریتیوو اوئلوا، باشگاه فوتبال رئال مورسیا، و باشگاه فوتبال لوانته اشاره کرد.